# استان فریا
استان فریا (به لاتین: Fria Prefecture) یک منطقهٔ مسکونی در گینه است که در ناحیه بوکه واقع شده‌است. استان فریا ۲٬۰۱۶ کیلومتر مربع مساحت و ۹۶٬۵۲۷ نفر جمعیت دارد.